# Přistávací světlomet

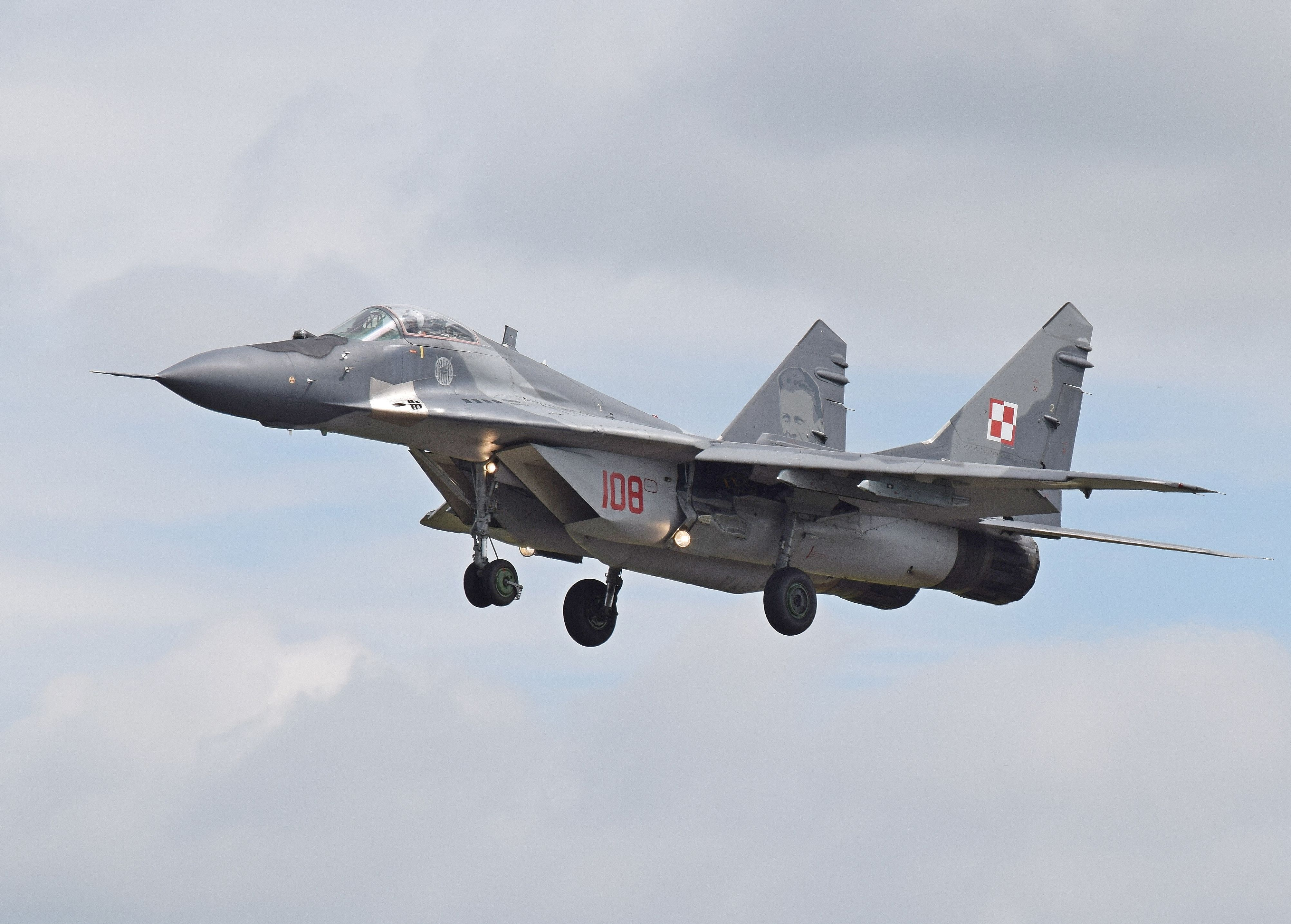
Přistávací světla letadla Mikojan MiG-29

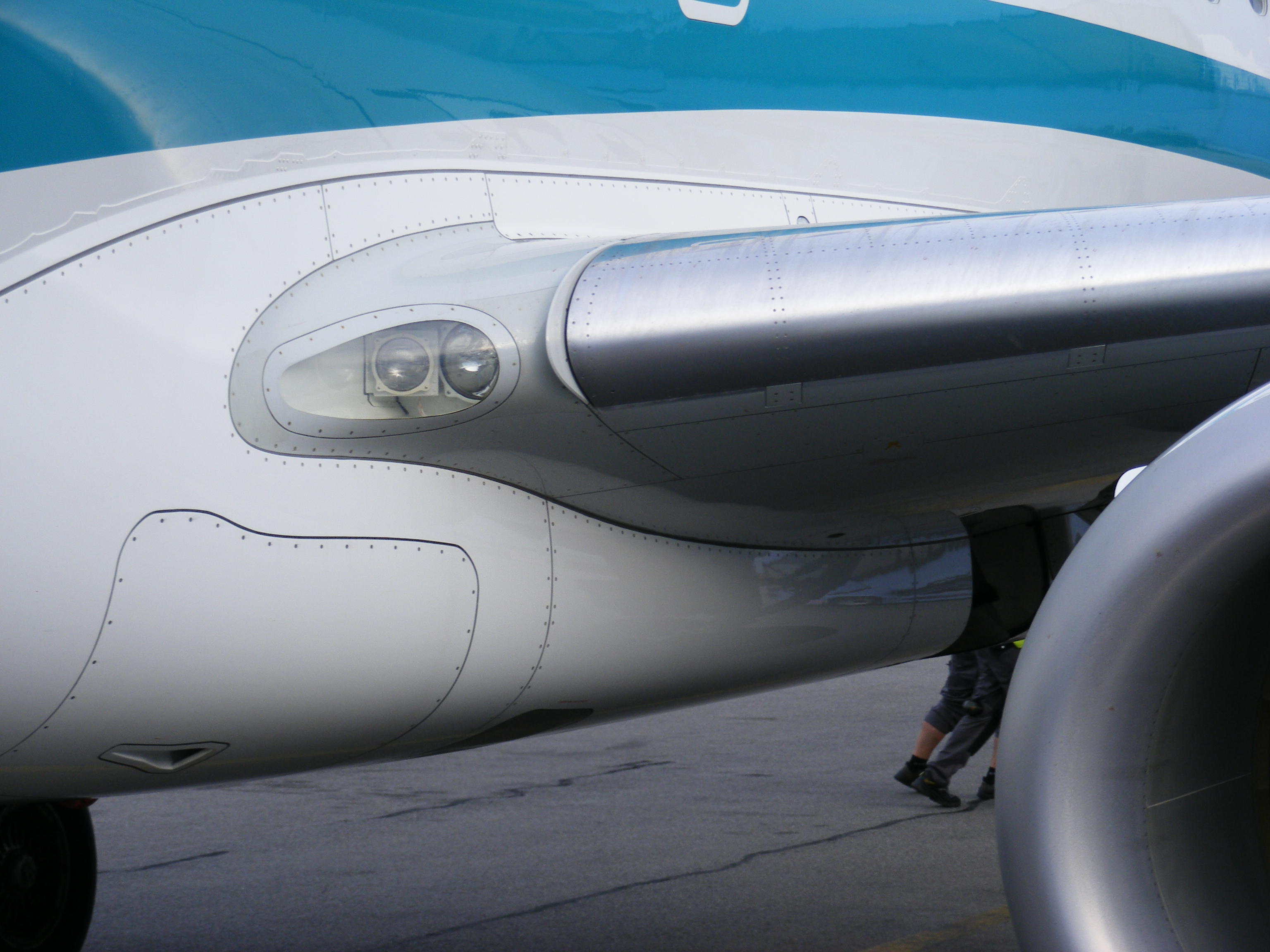
Přistávací světlomet na křídle Embraeru E-Jet

Přistávací světla jsou největší a nejjasnější světla v letadlech, která jsou používána k osvětlení ranveje při vzletu či při přistání letadla. Obvykle jsou namontovány na křídlech, podvozku nebo pod trupem letadla.
Letadla certifikovaná pro lety v noci musí být vybavena minimálně dvěma samostatně napájenými světly, které lze také použít k nouzové komunikaci při vysazení ostatních komunikačních systémů. Do světel se používají 600 wattové zdroje. Moderní letadla jsou vybavena LED zdroji.
Přistávací světla mají velmi úzký paprsek světla, směřující mírně dolů tak, aby piloti viděli vzletovou a přistávací dráhu před letadlem. Zapínají se přibližně 200 stop nad zemí. Po vzletu ve stejné výšce se zhasínají. Světla jsou extrémně jasná a proto je používání těchto světel na zemi mimo vzlet a přistání zakázáno. Piloti letadel mají zejména v noci povinnost při používání nebo testování těchto světel zachovat obezřetnost z důvodu vysoké intenzity paprsku světla a možného poškození očí pozemního personálu.